# Maple
Maple är ett datoralgebrasystem, det vill säga ett datorprogram för symbolisk lösning av matematiska problem och tekniska beräkningar, från företaget Maplesoft. Maple utvecklades 1981 vid Symbolic Computation Group - University of Waterloo i Ontario, Kanada. Maple täcker aspekter av teknisk databehandling, inklusive visualisering, dataanalys, matrisberäkning och anslutning. En verktygslåda, MapleSim, lägger till funktionalitet för multidomain fysisk modellering och kodgenerering.

## Användningsområden
- Matematiska beräkningar: symbolisk och numerisk lösning av matematiska problem t. ex. ekvationer, integraler och "pretty-printing" av matematiska formler

- Differentialekvation, Ordinär differentialekvation, Partiell differentialekvation

- Elementär och speciell funktionsbibliotek

- Finansiell modellering, analys och applikationsutveckling

- Flervariabelanalys

- Grafisk framställning

- Komplexa tal och komplex analys

- Linjär algebra: Singulärvärdesuppdelning

- Matrisoperationer och matrisalgebra

- Optimeringslära, Linjärprogrammering

- Statistik och dataanalys: Regressionsanalys, Hypotesprövning, ANOVA, Principalkomponentanalys

- Test och uppmätning: Hårdvarukoppling och dataanalys för test och mätapplikationer

- Teknisk beräkning: analys, signalprocesser, visualisering och algoritmutveckling

- Tidsserieanalys

## Anslutningar
- Matlab anslutningar [2]

- Excel add-in [3]

- Kodgenerering för C, C#, Fortran, Java, Javascript, Julia, Matlab, Perl, Python, R, VB

- Gränssnitt till CAD, HTTP, SQL, .NET

## Exempel

### Procedur
```
myfac := proc(n::nonnegint)
  local out, i;
  out := 1;
  for i from 2 to n do
      out := out * i
  end do;
  out
end proc;
```

### Funktion
```
myfac := n -> product( i, i=1..n );
```

### Integration
{\displaystyle \int \cos \left({\frac {x}{a}}\right)dx}.
```
int(cos(x/a), x);
```

Resultat:
{\displaystyle a\sin \left({\frac {x}{a}}\right)}

### Determinant
```
M:= Matrix([[1,2,3], [a,b,c], [x,y,z]]);
```

{\displaystyle {\begin{bmatrix}1&2&3\\a&b&c\\x&y&z\end{bmatrix}}}
```
LinearAlgebra:-Determinant(M);
```

Resultat:
{\displaystyle bz-cy+3ay-2az+2xc-3xb}

### Serie expansion
```
series(tanh(x),x=0,15)
```

Resultat:
{\displaystyle x-{\frac {1}{3}}\,x^{3}+{\frac {2}{15}}\,x^{5}-{\frac {17}{315}}\,x^{7}}
{\displaystyle +{\frac {62}{2835}}\,x^{9}-{\frac {1382}{155925}}\,x^{11}+{\frac {21844}{6081075}}\,x^{13}+O(x^{15})}

### Lös ekvation numeriskt
```
f := x^53-88*x^5-3*x-5 = 0
fsolve(f)
```

Resultat:
```
-1.097486315, -.5226535640, 1.099074017
```

### Visualisering av en enkel variabel funktion

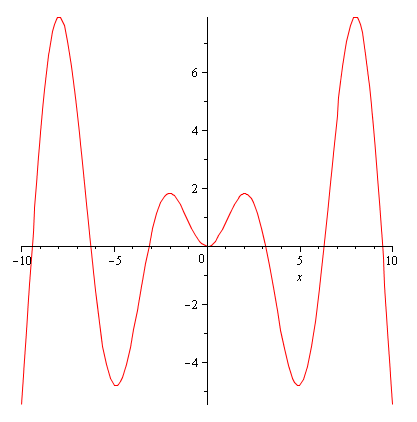

```
plot(x*sin(x),x=-10..10);
```

### Visualisering av en funktion av två variabler
```
plot3d(2-x-(y^2-x^2)^0.5), x=0..1, y=0..1);

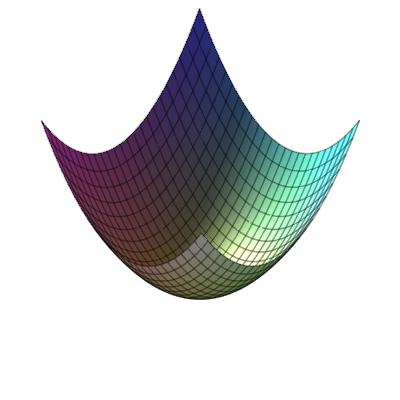

```

### Animation

2D bell solution

3D animation of function

Maple plot3D fly-through

{\displaystyle f:=2\cdot k^{2}/\cosh(k\cdot (x-4\cdot k^{2}\cdot t))^{2}}
```
plots:-animate(subs(k = .5, f), x=-30..30, t=-10..10, numpoints=200, frames=50, color=red, thickness=3);
```

```
plots:-animate3d(cos(t*x)*sin(3*t*y), x=-Pi..Pi, y=-Pi..Pi, t=1..2);
```

```
M := Matrix([[400,400,200], [100,100,-400], [1,1,1]], datatype=float[8]):
plot3d(1, x=0..2*Pi, y=0..Pi, axes=none, coords=spherical, viewpoint=[path=M]);
```

### Laplace transform
```
f := (1+A*t+B*t^2)*exp(c*t);
```

{\displaystyle (1+A\cdot t+B\cdot t^{2})\cdot e^{c\cdot t}}
```
inttrans:-laplace(f, t, s);
```

Resultat:
{\displaystyle {\frac {1}{s-c}}+{\frac {A}{(s-c)^{2}}}+{\frac {2B}{(s-c)^{3}}}}
```
inttrans:-invlaplace(1/(s-a),s,x)
```

Resultat:
{\displaystyle e^{ax}}

### Fourier transform
```
inttrans:-fourier(sin(x),x,w)
```

Resultat:
{\displaystyle \mathrm {I} \pi \,(\mathrm {Dirac} (w+1)-\mathrm {Dirac} (w-1))}